# Ermida de Nossa Senhora da Mãe de Deus (Nordeste)
A Ermida de Nossa Senhora da Mãe de Deus (Nordeste) é um templo cristão português localizado no concelho do nordeste, ilha açoriana de São Miguel.